# Namaquarachne hottentotta
Espèce
Synonymes
- Auximus hottentottus Pocock, 1900

Namaquarachne hottentotta est une espèce d'araignées aranéomorphes de la famille des Phyxelididae.

## Distribution
Cette espèce est endémique du Cap-du-Nord en Afrique du Sud,. Elle se rencontre dans le Little Namaqualand à Garies.

## Description
La femelle décrite par Griswold en 1990 mesure 10,00 mm.

## Publication originale
- Pocock, 1900 :  Some new Arachnida from Cape Colony. Annals and Magazine of Natural History, sér. 7, vol. 6, p. 316-333 (texte intégral).